# Operativo Integración Norte

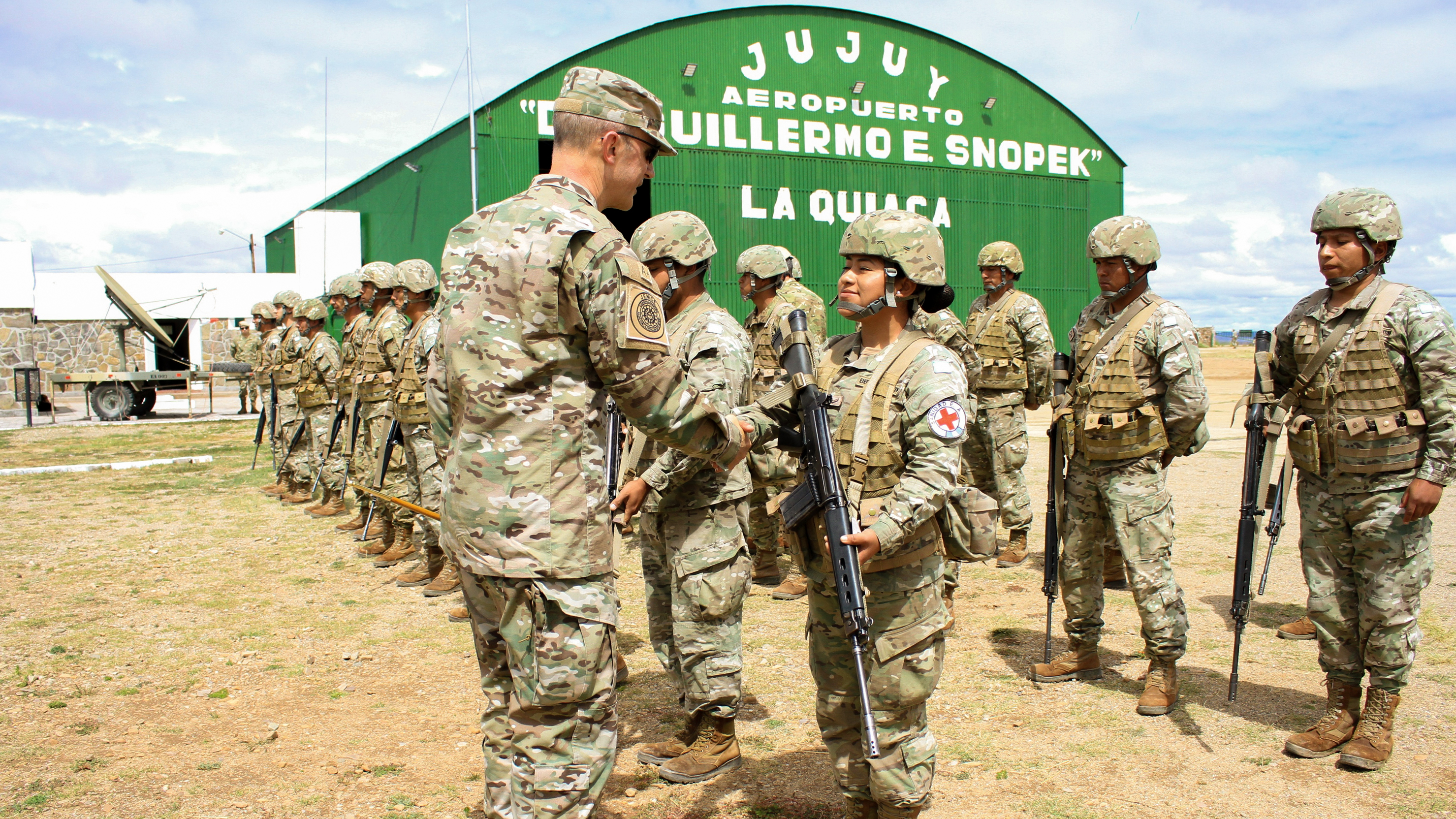
Jefe del Estado Mayor General del Ejército, teniente general Claudio Pasqualini, entrevistándose con efectivos afectados a la operación.

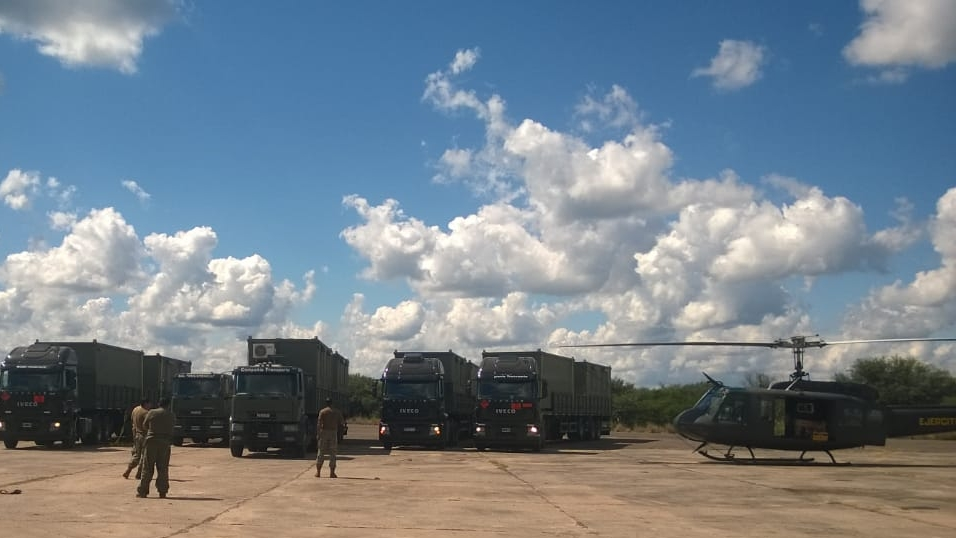
Camiones de la Dirección de Transporte y helicóptero del Comando de Aviación de Ejército.

El Operativo Integración Norte (OPINOR) es un conjunto de acciones de las Fuerzas Armadas argentinas dispuestas en agosto de 2018 por el presidente Mauricio Macri mediante la Resolución 860/18 del Ministerio de Defensa para incrementar la presencia del Gobierno de Argentina en la frontera norte del país, apoyando al Plan Fronteras Protegidas de las Fuerzas de Seguridad.
Este operativo posee tres pilares fundamentales: adiestramiento operacional de las unidades Ejército Argentino localizadas entre San Antonio de los Cobres y Puerto Iguazú; dar apoyo logístico a las Fuerzas de Seguridad; y proveer ayuda humanitaria a la población.
Estas acciones son amparadas por un marco jurídico específico para su ejecución y son conducidas por el Comando Operacional del Estado Mayor Conjunto de las Fuerzas Armadas.
El Operativo inició con el despliegue de más de 500 efectivos. El Ejército opera coordinadamente con la Gendarmería Nacional.
La frontera a cubrir se extiende desde La Quiaca a Puerto Iguazú.
En noviembre de 2018 el ministro de Defensa Oscar Aguad anunció su decisión de enviar 500 militares adicionales a la zona.
El Ministerio de Defensa dispuso el gasto de 1200 millones de pesos para el operativo.

## Medios empleados
- 500 efectivos.
- 40 efectivos de Fuerza Aérea.
- 8 helicópteros.
- 3 aviones de entrenamiento y ataque ligero IA-63 Pampa.
- Cazabombarderos A-4AR Fightinghawk.

Fuente